# Kenji Miyamoto (patinador)
Kenji Miyamoto (宮本 賢二 Miyamoto Kenji?,  Himeji, Prefectura de Hyōgo, Japón, 8 de noviembre de 1978) es un coreógrafo, entrenador y ex-patinador de patinaje artístico sobre hielo japonés. Miyamoto patinó con Rie Arikawa, ganando dos títulos nacionales japoneses y luego con Nakako Tsuzuki. Durante su carrera, compitió en un total de diez campeonatos de ISU.

## Carrera

### Con Rie Arikawa
Miyamoto comenzó a patinar a la edad de diez años, en 1988. En 1995, se convirtió en la pareja de la patinadora Rie Arikawa. Después de ganar el título juvenil japonés, ambos fueron enviados al Campeonato Mundial Juvenil de 1996 en Brisbane, Australia, donde calificaron en el puesto número 22. La temporada siguiente, calificaron en el segundo puesto del Campeonato Juvenil de Japón. En el Campeonato Mundial Juvenil de 1998, que tuvo lugar en Saint John, Nuevo Brunswick, la pareja calificó en el puesto número dieciséis. 
A medida que avanzaban a rangos superiores, Miyamoto y Arikawa compitieron en sus primeros eventos del Grand Prix y se convirtieron en medallistas de plata nacionales en la temporada de 1998-1999. También ganaron la plata en los Juegos Asiáticos de Invierno de 1999 en Corea del Sur y se posicionaron en el noveno lugar del Campeonato de los Cuatro Continentes de Patinaje Artístico sobre Hielo de 1999 en Canadá.
En la temporada de 2001-2002, Miyamoto y Arikawa ganaron su primer título nacional senior y luego obtuvieron el octavo lugar en el Campeonato de los Cuatro Continentes de Patinaje Artístico sobre Hielo de 2002 en Jeonju, Corea del Sur. Al hacer su única aparición en el Campeonato Mundial, clasificaron en el programa libre y obtuvieron el puesto número 24 en Nagano, Japón. Miyamoto y Arikawa también fueron campeones nacionales en la temporada siguiente. En febrero de 2003, ambos ganaron la medalla de bronce en los Juegos Asiáticos de Invierno en Aomori, Japón, y se posicionaron en el octavo lugar en su competencia final, el Campeonato de los Cuatro Continentes en Beijing, China. Fueron entrenados por Muriel Zazoui, Pasquale Camerlengo y Romain Haguenauer en Lyon, Francia.

### Con Nakako Tsuzuki

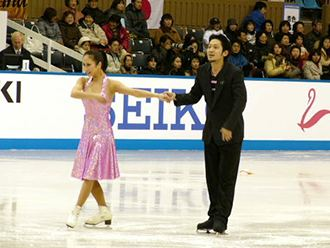
Miyamoto y Tsuzuki durante las competiciones del Trofeo NHK de 2003.

En 2003, Miyamoto se emparejó con Nakako Tsuzuki. Durante su asociación de tres temporadas, compitieron juntos en seis eventos del Grand Prix y llegaron a posicionarse entre los diez primeros en tres campeonatos de cuatro continentes. Fueron entrenados por Muriel Zazoui en Lyon, Francia. 
Ambos se retiraron del patinaje competitivo después de la temporada de 2005-2006.

### Años posteriores
En los años posteriores a su retiro, Miyamoto se convirtió en coreógrafo para espectáculos sobre hielo y otros patinadores competitivos. Ha realizado coreografías para patinadores como Shizuka Arakawa, Daisuke Takahashi, Akiko Suzuki y Yuzuru Hanyū, entre otros. También ha realizado la coreografía para el anime Yuri!!! on Ice.

## Programas

### Con Tsuzuki
| Temporada | Programa original                       | Programa libre                                          |
| --------- | --------------------------------------- | ------------------------------------------------------- |
| 2005–2006 | - Samba - Rhumba - Mambo                | - La casa de las dagas voladoras por Shigeru Umebayashi |
| 2004–2005 | - Charleston - Slow foxtrot - Quickstep | - Tango - Quidam (de Cirque du Soleil)                  |
| 2003–2004 | - Boogie-woogie - Blues - Boogie-woogie | - The Prince of Egypt por Hans Zimmer                   |

### Con Arikawa
| Temporada | Programa original                                                                           | Programa libre                             |
| --------- | ------------------------------------------------------------------------------------------- | ------------------------------------------ |
| 2002–2003 | - Waltz: Aquarellen por Josef Strauss - Polka                                               | - Conan the Barbarian por Basil Poledouris |
| 2001–2002 | - Tango: Tango del Atardecer por Lalo Schifrin - Flamenco: Fiesta de Jerez por Carmen Amaya | - Kojiki por Kitarō                        |